# 홍성우체국
홍성우체국(洪城郵遞局)은 충청남도 홍성군 일원을 관할하는 충청지방우정청 소속의 우편물 취급기관이다. 충청남도 홍성군 홍성읍 내포로 111(옥암리 1070)에 있다.

## 연혁
- 1896년 6월 5일: 홍주우체사 개국
- 1915년 1월 1일: 홍주우편국 승격
- 1950년 1월 12일: 홍성우체국 개칭
- 1996년 6월 5일: 개국 100주년
- 1997년 7월 1일: 과제관서로 개편
- 2002년 11월 25일: 현 청사로 이전(홍성읍 내포로 111)
- 2015년 7월 20일: 우편구역을 다음과 같이 고시[1]

| 배달국     | 배달구역                                                     | 구역번호                    |
| ---------- | ------------------------------------------------------------ | --------------------------- |
| 홍성우체국 | 홍성읍 · 갈산면 · 구항면 · 서부면 · 금마면 · 홍동면 · 홍북면 | 32200 ~ 32207 32213 ~ 32284 |
| 광천우체국 | 광천읍 · 결성면 · 은하면 · 장곡면                            | 32208 ~ 32212 32285 ~ 32299 |

- 2020년 9월 28일 : 충남도청출장소 폐소[2]
- 2020년 10월 12일 : 충남도청우편취급국 신설[3]

## 관할 우체국
| 우체국명           | 사진 | 주소                                              | 비고                  |
| ------------------ | ---- | ------------------------------------------------- | --------------------- |
| 갈산우체국         |      | 충청남도 홍성군 갈산면 갈산로 98-1 (상촌리)       |                       |
| 결성우체국         |      | 충청남도 홍성군 결성면 구성남로 1 (갈산리)        |                       |
| 광천우체국         |      | 충청남도 홍성군 광천읍 홍남로 683 (광천리)        |                       |
| 구항우체국         |      | 충청남도 홍성군 구항면 구항길 45 (오봉리)         |                       |
| 서부우체국         |      | 충청남도 홍성군 서부면 이호1길 13 (이호리)        |                       |
| 은하우체국         |      | 충청남도 홍성군 은하면 은하로 249 (대천리)        |                       |
| 장곡우체국         |      | 충청남도 홍성군 장곡면 홍남동로474번길 1 (도산리) |                       |
| 충남도청출장소     |      | 충청남도 홍성군 홍북읍 충남대로 21 (신경리)       | 2020년 9월 28일 폐국  |
| 충남도청우편취급국 |      | 충청남도 홍성군 홍북읍 충남대로 21 (신경리)       | 2020년 10월 12일 신설 |
| 홍동우체국         |      | 충청남도 홍성군 홍동면 광금남로 719 (구정리)      |                       |
| 홍북우체국         |      | 충청남도 홍성군 홍북읍 홍북로 447 (대동리)        |                       |
| 홍성금당취급국     |      | 충청남도 홍성군 홍동면 충절로 424 (금당리)        |                       |
| 홍성금마우체국     |      | 충청남도 홍성군 금마면 금북로 16 (죽림리)         |                       |
| 홍성남장취급국     |      | 충청남도 홍성군 홍성읍 충서로1159번길 7 (남장리)  |                       |
| 홍성역전취급국     |      | 충청남도 홍성군 홍성읍 조양로 198 (고암리)        |                       |